# 성수경
성수경(?~1593년)은 조선 중기의 문신으로 임진왜란 때 참전해 진주성 전투에 참여했다.

## 생애
본관은 창녕으로 직제학 성사제(成思齊)의 6대손이며, 성흔(成忻)의 아들이다. 1592년 임진왜란 발발하여  왜군이 쳐들어오자 초유사(招諭使) 김성일(金誠一)에게 발탁되어 진주판관을 제수받아 성을 수리하고 무기를 수선하는 데 앞장섰다. 또 한편으로는 격문을 돌려 군사를 모았고 이를 보고 백성들이 돌아오기도 했다.
같은 해 제1차 진주성 전투에 참여해 진주 목사 김시민과 함께 3800명의 군사를 이끌고 2만 명의 왜군에 맞서 승리를 거두었다.
이후 1593년 제2차 진주성 전투에 참여했으나 창의사 김천일(金千鎰), 경상우병사 최경회, 충청병사 황진, 진주 목사 서예원, 의병장 고경명(高敬命) 등과 함께 전사했다. 사후 병조판서에 추증되고 진주 충렬사와 창녕의 물계 서원(勿溪書院)에 배향되었다.

## 가족 관계
- 6대조부 : 성사제(成思齊)
  - 5대조부 : 성두(成杜)
    - 고조부 : 성근례(成近禮)
      - 증조부 : 성식(成軾)
        - 할아버지 : 성세거(成世琚)
          - 아버지 : 성흔(成忻)